# Thiacidas basifurca
Thiacidas basifurca là một loài bướm đêm trong họ Noctuidae.